# Béchereau
Louis Béchereau war ein französischer Hersteller von Automobilen.

## Unternehmensgeschichte
Louis Béchereau (1880–1970) war Flugzeugkonstrukteur. 1924 (nach einer anderen Quelle 1921) gründete er in Paris das Unternehmen, das seinen Namen trug, und begann mit der Produktion von Automobilen. Der Markenname lautete Béchereau. 1925 endete die Produktion.

## Fahrzeuge
Das Unternehmen stellte kleine Sportwagen her. Für den Antrieb sorgte ein Zweizylindermotor von Salmson mit 1100 cm³ oder 1194 cm³ Hubraum. Besonderheit war die OHC-Ventilsteuerung des Motors. Die Fahrzeuge verfügten über eine aerodynamische Karosserie.